# Bar (Mohačka mikroregija, Mađarska)
Bar (mađ. Bár) je selo u južnoj Mađarskoj.
Zauzima površinu od 9,00 km četvornih.

## Zemljopisni položaj
Nalazi se uz istočnu obalu Dunava, na 46°3' sjeverne zemljopisne širine i 18°43' istočne zemljopisne dužine, sjeverno od Mohača, uz Dunav i sjeverno od granice s Republikom Hrvatskom. Preko Dunava, s južne strane se nalazi Gornja Kanda.

## Upravna organizacija
Upravno pripada Mohačkoj mikroregiji u Baranjskoj županiji. Poštanski broj je 7711.

## Stanovništvo
U Baru živi 603 stanovnika (2002.). Stanovnike se naziva Barcima i Barkinjama, a prema pogrdnom nazivu za ovo selo Švapčaluk, naziv za stanovnike je Švapčalučanin i Švapčalučanka.

## Vanjske poveznice
- (mađ.) Plan naselja  Arhivirana inačica izvorne stranice od 16. svibnja 2011. (Wayback Machine)
- Bar na fallingrain.com